# 天玉街
天玉街（通用漢語：TianYu St.，威妥瑪拼音：T'ianyü St.），為臺灣臺北市士林區天母地區天玉里之主要道路。過去美軍駐台時期時稱為天母五路，自那時起本路即對天母地區有著相對的重要性。本路起於天母北路，為通往紗帽山溫泉區之主要道路。路途的天玉街38,39巷十字路口可個別連至合作金庫商業銀行員工訓練中心和天母創意市集，而路迄於中山北路。道路兩側多為內政部所劃定之第三種住宅區，此外也有國小用地(天母國小)、第二種住宅區和綠地用地。經緯度約為25°07′16″N 121°31′45″E / 25.1212°N 121.5292°E 。

## 沿途地標及設施
因天母白屋(原駐台美軍軍眷)即在天玉街附近，故從那時起即有許多天主、基督教會於此。

（由頭至尾）
- 7-11天鑫門市
- 天母國小
- 真耶穌教會天母福音中心
- 財團法人台北國際社區青年育樂活動中心基金會
- 台北昰美精品飯店
- 星巴克 天玉門市 (原哈根達斯 天母店，38巷18弄)
- 臺北市教會第二十二聚會所(38巷13弄)
- 天母基督教會
- 天母天主堂(道路終點，地址實為中山北路七段171號)

(註:若無標註巷弄即在道路上)

## 交通
路段內無公車站，一旁的中山北路和天母北路皆有多種公車路線。不時會有計程車經過。

## 活動
- 「天母搞什麼鬼」 天玉街有「我給糖、別搗蛋」之特約店家。每一屆皆有活動即特約商家參與[3]。

## 資料來源
1. ↑  水門王. . 天母三角埔. 2014-02-27  [2019-11-03]. （原始内容存档于2019-06-09）.
2. ↑  . 中華民國內政部營建署.   [2019-11-03]. （原始内容存档于2020-03-23）.
3. ↑  . http://www.tianmu.org.tw.   [2019-11-01]. （原始内容存档于2019-11-01）. 外部链接存在于|work= (帮助)

1. ↑  臺北市山區道路(山坡地範圍非屬計畫道路之道路)維護範圍一覽表.臺北市政府工務局大地工程處.2020-10-05
2. ↑  臺北市產業道路基本資料表.臺北市政府工務局大地工程處.2017-06-12